# Tswaing
Tswaing (officieel Tswaing Local Municipality) is een gemeente in het Zuid-Afrikaanse district Ngaka Modiri Molema.
Tswaing ligt in de provincie Noordwest  en telt 124.218 inwoners.

## Hoofdplaatsen
Het nationaal instituut voor de statistiek, Stats SA, deelt sinds de census 2011 deze gemeente in in 26 zogenaamde hoofdplaatsen (main place):
Atamelang • Deelpan • Delareyville • Diretsane • Doomlaagte • Ganalaagte • Geluk • Geysdorp • Khunwana • Kopela • Letsopa • Majaneng • Majeng • Manamolele • Mandela Park • Manonyane • Mofufutso • Mokope • Ottosdal • Rakgwedi • Saleng • Sannieshof • Thaba Sione • Thawane • Tswaing NU • Witpan.